# Joan Curry
Pour les articles homonymes, voir Curry (homonymie).
Patricia Joan Curry Hughesman, née en décembre 1918 à Penzance et morte en août 2020 à Londres, est une joueuse anglaise de squash qui domine le jeu dans les années d'après-guerre et également une joueuse de tennis. Elle remporte le British Open de squash (le championnat du monde officieux) à trois reprises consécutivement de 1947 à 1949. 

## Biographie
Elle grandit à Torquay comme enfant unique. Elle fréquente un pensionnat privé où elle s'initie à plusieurs sports comme le cricket, hockey sur gazon, netball et tennis. A 14 ans, elle remporte une raquette de tennis en remportant une compétition. A l'âge de 16 ans, elle quitte l'école pour se consacrer au sport, pratiquant le tennis l'été et le squash l'hiver. Jouer au squash lui permettait de rester en forme pour le tennis et lorsqu'elle remporte les championnats de tennis au Cumberland Club en 1946, le magazine Lawn Tennis and Badminton a laissé entendre que la « vitesse du jeu de pieds » acquise en jouant au squash était le principal facteur de sa victoire. Joan aimait jouer au squash et se serait concentrée davantage sur ce sport, sauf qu'elle trouvait les tournois très ennuyeux, avec peu de spectateurs et sans ambiance. Le squash était joué comme « un remplacement pour le tennis qui était tout », d'autant plus qu'il n'y avait pas de tournois en hiver lorsqu'elle a commencé sa carrière de tennis.

### Squash
Elle remporte le British Open de squash (le championnat du monde officieux) à trois reprises consécutivement de 1947 à 1949 et elle est trois fois finaliste consécutivement de 1950 à 1952. Ses deux derniers succès et ses trois défaites en finale sont face à Janet Morgan qui allait remporter dix éditions successivement.

### Tennis
En tennis, elle remporta le titre en simple au Championnat britannique sur court couvert (en) en 1949 après une victoire de deux sets en finale contre Jean Quertier, ne concédant qu'une manche sur le tournoi. L'année suivante, en 1950, elle perdit son titre contre Quertier qui la battit en finale en trois sets. Au tournoi de tennis de Bournemouth, elle est finaliste en simple face à l'Australienne Nancye Wynne Bolton en 1947 et remporte le titre en 1949 et 1950, respectivement contre Quertier et Mary Terán de Weiss en finale. En 1946 et 1950, elle fait partie de l'équipe britannique qui participe à la Wightman Cup, la compétition annuelle entre l'équipe féminine américaine et britannique de tennis.
Elle participe à 14 éditions consécutives du Tournoi de Wimbledon en 1939 et de 1946 à 1958 avec comme meilleur résultat quart de finaliste en 1946, s'inclinant face à la tête de série no 1 et future lauréate Pauline Betz 6-0 6-3. À Roland Garros, elle dispute deux quarts de finale en 1949 (défaite face à Annalisa Bossi 6-3 4-6 6-3) et 1952 (défaite face à Shirley Fry 4-6 6-0 6-4). En 1950, elle est finaliste des Internationaux d'Italie et en 1956, elle remporte le tournoi de tennis d'Aix-en-Provence.

## Palmarès

### Titres
- British Open : 3 titres (1947, 1948, 1949)

### Finales
- British Open: 3 finales (1950, 1951, 1952)